# Бек, Филипп
Филипп Бек (фр.  Philippe Beck; род. 21 апреля 1963, Страсбург) — французский поэт, прозаик, философ

, переводчик.

## Биография
Выпускник Высшей нормальной школы в Сен-Клу (1985), в 1989 году защитил в Высшей школе социальных наук диссертацию по философии под руководством Жака Деррида. С 1995 года преподавал философию в Нантском университете. Автор статей по эстетике и поэтике. Сотрудничает с современными композиторами (Жерар Пессон и др.).
Переводил Шеллинга, Карла Филиппа Морица, Кольриджа, Вальтера Беньямина.
Книги Бека переведены на ряд языков, включая китайский, корейский и русский.

## Произведения

### Стихи
- Garde-manche hypocrite, Fourbis, 1996.
- Chambre à roman fusible, Al Dante, 1997.
- Verre de l'époque Sur-Eddy, Al Dante, 1998.
- Rude merveilleux, Al Dante, 1998.
- Le Fermé de l'époque, Al Dante, 1999.
- Dernière mode familiale, Flammarion, 2000. Послесловие Жан-Люка Нанси.
- Inciseiv, MeMo, 2000.
- Poésies didactiques, Théâtre typographique, 2001.
- Aux recensions, Flammarion, 2002.
- Dans de la nature, Flammarion, 2003.
- Garde-manche Deux, Textuel, 2004.
- Élégies Hé, Théâtre typographique, 2005.
- Déductions, Al Dante, 2005.
- Chants populaires, Flammarion, 2007.
- De la Loire, Argol, 2008.
- Lyre Dure, Nous, 2009.
- Poésies premières (1997—2000), Flammarion, 2011.
- Boustrophes, Texts & Crafts, 2011.
- Opéradiques, Flammarion, 2014.

### Проза
- Contre un Boileau (esquisse), Horlieu, 1999.
- Beck, l’Impersonnage: rencontre avec Gérard Tessier, Argol, 2006.
- Un Journal, Flammarion, 2008.

### Переводы на русский язык
- Филипп Бек. Поэзия. В переводе Валентины Чепиги, введение Елены Труутс, художник Владимир Хвостик. Издательство: Рипол-Классик, 2019.